# Cordelia Edvardson

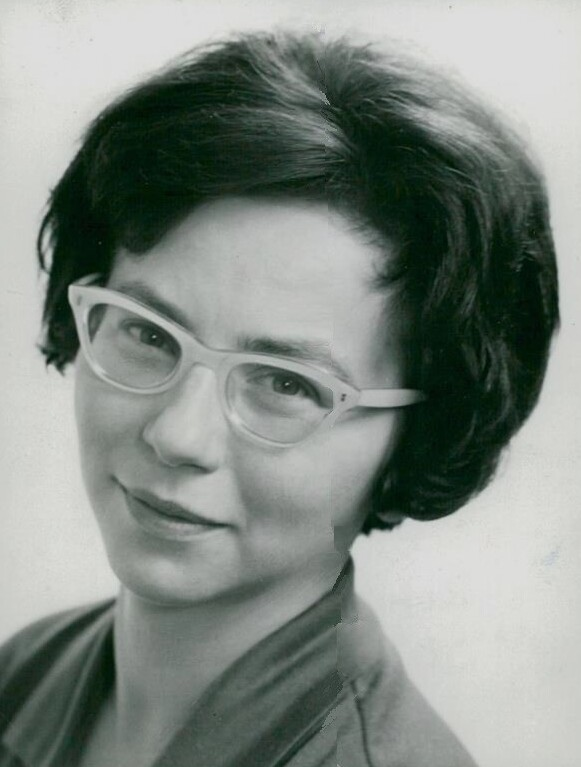
Cordelia Edvardson (1964)

Cordelia Maria Edvardson (* 1. Januar 1929 in München; † 29. Oktober 2012 in Stockholm) war eine schwedisch-israelische Journalistin und Schriftstellerin.

## Leben
Edvardson wurde 1929 als uneheliche Tochter der deutschen Schriftstellerin Elisabeth Langgässer und des Staatsrechtlers Hermann Heller in München geboren. Sie wuchs bis 1943 bei ihrer Mutter, der Großmutter und einem Onkel in Berlin auf, zunächst in Siemensstadt, nach der Hochzeit ihrer Mutter ab 1935 in der Siedlung Eichkamp. 1943 versuchte Elisabeth Langgässer, die Nürnberger Rassegesetze zu umgehen, indem sie ihre Tochter von einem spanischen Ehepaar adoptieren ließ. Das Kind trug ab diesem Zeitpunkt den Namen Cordelia Garcia-Scouvart. Die Gestapo drohte jedoch Cordelia an, ihrer Mutter nachzustellen, wenn sie nicht bereit wäre, eine doppelte Staatsbürgerschaft anzunehmen, wodurch sie erneut den Rassegesetzen unterworfen war. Im März 1944 wurde sie nach Theresienstadt und später nach Auschwitz deportiert, wo sie die Häftlingsnummer A3709 erhielt. Sie leistete Zwangsarbeit zunächst in der Glühbirnenproduktion, später als Schreibkraft, unter anderem für Joseph Mengele. Für ihn führte sie Listen, sortierte Namen, vervollständigte Karteikästen.
1945 erlebte sie die Befreiung mit und wurde mit einem „Weißen Bus“ nach Schweden gebracht, wo sie bis 1974 lebte und als Journalistin arbeitete. Von 1948 bis 1953 war sie mit dem Sportjournalisten und Schriftsteller Ragnar Edvardson verheiratet und hatte mit ihm den Sohn Martin (geb. 1948) und die Tochter Elisabeth (geb. 1950), die später von Wilhelm Hoffmann adoptiert wurde und die Briefe Elisabeth Langgässers herausgegeben hat. Später bekam sie noch drei Kinder: Daniel (1954–1965), Miriam  (1957–2022) und, zusammen mit dem Schriftsteller und Journalisten Tore Zetterholm, Simon (geb. 1964).
Ihre Mutter erfuhr erst ein Jahr nach Kriegsende, dass Cordelia überlebt hatte. Erst 1949 trafen sich beide kurz vor dem Tod der Mutter zum ersten Mal wieder.
Während des Jom-Kippur-Krieges zog Edvardson nach Israel. Von 1977 bis 2006 war sie die Korrespondentin der Svenska Dagbladet in Israel. Im Herbst 2006 zog sie nach Stockholm zurück.
Sie verfasste die autobiographischen Bücher Gebranntes Kind sucht das Feuer und Die Welt zusammenfügen sowie den Gedichtband Jerusalems Lächeln. Die Bücher erschienen zunächst auf Schwedisch und wurden bald übersetzt; für Gebranntes Kind sucht das Feuer erhielt Edvardson den Geschwister-Scholl-Preis. 2001 erhielt sie den Königlichen Preis der Schwedischen Akademie.
Der Regisseur Stefan Jarl produzierte 2004 eine Dokumentation über Edvardson und ihr Leben. Der Film mit dem Titel Das Mädchen von Auschwitz (Flickan från Auschwitz) hatte 2005 Premiere.

## Ehrungen

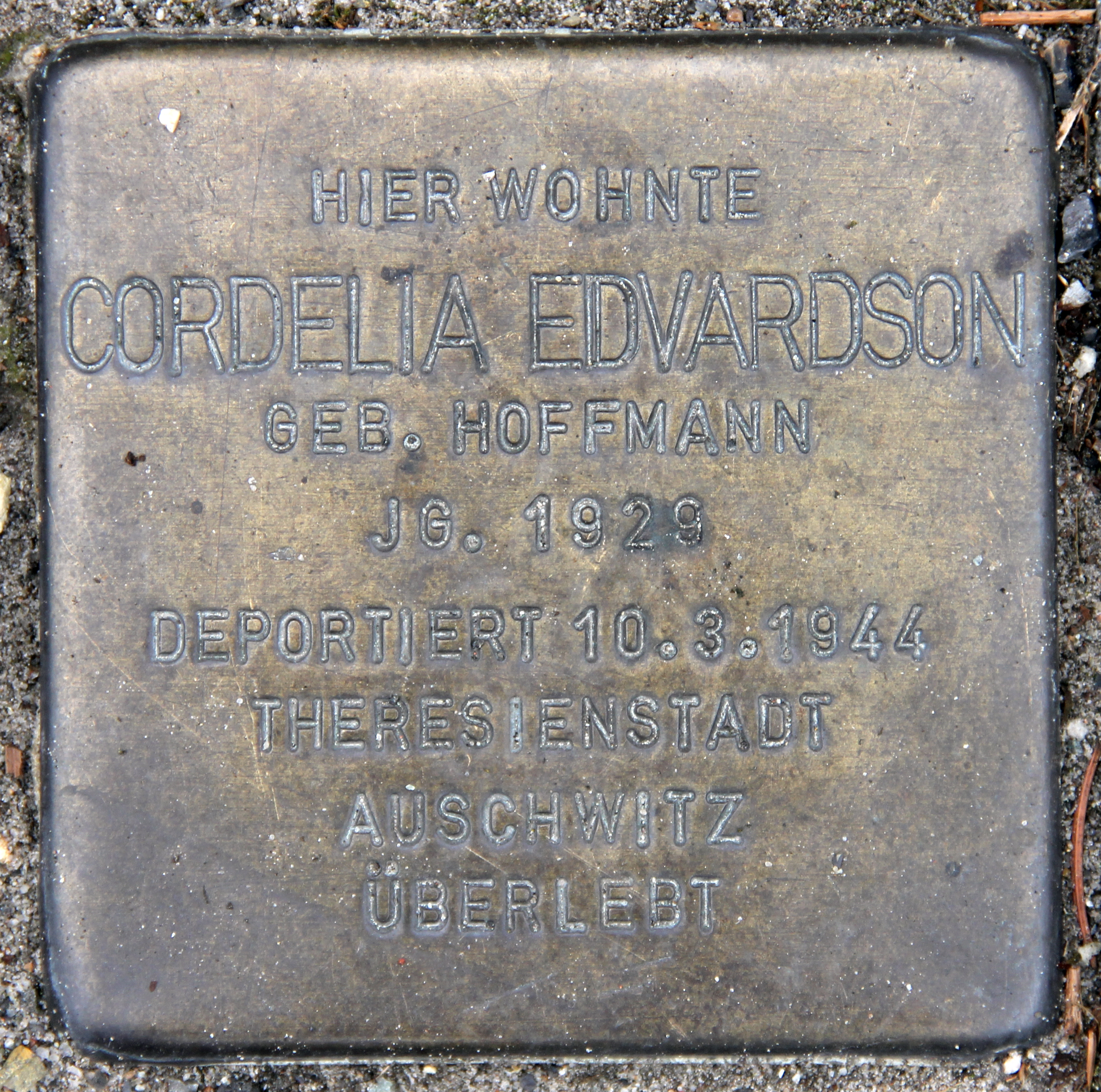
Stolperstein vor dem Haus Eichkatzweg 33 in Berlin-Westend

In Berlin wurde vor ihrem ehemaligen Wohnhaus im Eichkatzweg 2008 ein Stolperstein gesetzt.
Der deutsche Botschafter in Schweden Joachim Rücker verlieh Cordelia Edvardson am 22. September 2009 das Bundesverdienstkreuz I. Klasse in Würdigung ihrer Verdienste um die deutsch-schwedischen Beziehungen.
Im Münchner Stadtteil Neufreimann wurde 2023 die Cordelia-Edvardson-Straße nach ihr benannt.

## Werke
- Gebranntes Kind sucht das Feuer. Roman., aus dem Schwedischen von Anna-Liese Kornitzky, Hanser, München und Wien 1986, ISBN 3-446-14260-6; Neuübersetzung aus dem Schwedischen von Ursel Allenstein, mit einem Nachwort von Daniel Kehlmann, ISBN 978-3-446-27756-4.[6]
- Die Welt zusammenfügen. Hanser 1989, ISBN 3-446-15498-1
- Jerusalems Lächeln. Gedichte. Hanser 1993, ISBN 3-446-17015-4.
- Wenn keiner weiterweiß. Berichte von der Grenze. dtv, München 2010, ISBN 978-3-423-34574-3.
- Mirjam aus Israel (Miriam bor i en kibbutz, 1969, aus der Reihe Kinder unserer Erde), Oetinger, Hamburg 1970, ISBN 978-3-7891-5889-6